# Attilio Rial
Attilio Rial (pron. ted. AFI: [ʁiˈaːl]) (Gressoney-La-Trinité, 3 ottobre 1893 – Monte Cadria, 20 febbraio 1917) è stato un aviatore italiano.

## Biografia
Attilio Rial nasce a Gressoney-La-Trinité, figlio di Carlo e di Marie-Joséphine Sarteur.
Il 20 febbraio 1917 mentre era in volo con un aereo Farman Colombo n. 2634 della 46ª Squadriglia, venne colpito da una raffica di mitragliatrice e l’aereo cadde nelle vicinanze di malga Cadria. Il pilota Rial morì mentre l'osservatore Mariano Rossini rimase gravemente ferito.
La salma di Rial venne sepolta nel cimitero austro-ungarico di Bondo con onori militari e sulla tomba venne posizionato un cippo su cui fu fissata l’elica rotta del proprio aereo. Nel cimitero è ancora presente il cippo commemorativo ma l’elica nel 1925 venne portata al museo del Risorgimento di Trento, dov'è attualmente conservata.
Nel 2018, la sezione Alto Garda e Nucleo Valle di Cavedine dell’associazione Arma Aeronautica, in collaborazione con il Museo Grande Guerra in Valle del Chiese posero sul cippo una replica dell’elica.